# Woodsia taigischensis
Woodsia taigischensis är en hällebräkenväxtart som först beskrevs av Nikolay V. Stepanov, och fick sitt nu gällande namn av Kuznetsov. Woodsia taigischensis ingår i släktet Woodsia och familjen Woodsiaceae. Inga underarter finns listade.